# Прародина народов уральской языковой семьи

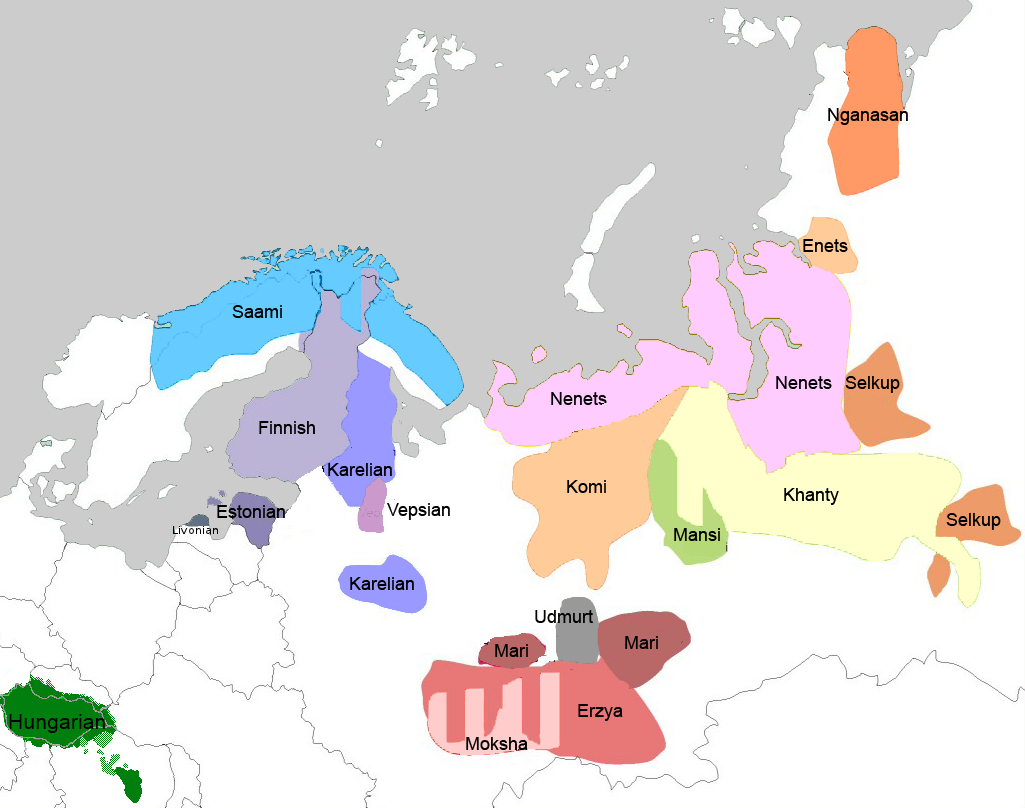
Современное распределение уральских языков

Прародина народов уральской языковой семьи — совокупность гипотез о происхождении уральских языков и их общей родине (нем. Urheimat). Исследования, ставящие своей целью найти место зарождения прауральского языка, активно проводятся с середины XX века.

## История вопроса
На протяжении многих лет разными исследователями выдвигались различные гипотезы о происхождении уральских языков, местонахождении их родины (Urheimat) и периоде, в течение которого люди говорили на прауральском языке.

### Европейская и сибирская гипотезы
Прародина народов уральской языковой семьи, согласно многим гипотезам, была расположена вблизи Уральских гор: либо на европейской, либо на сибирской стороне хребта. Основная причина подобного предположения заключалась в том, что прасамодийский язык первым отделился от основной ветви; поскольку нынешняя граница между самодийской и угорской ветвями находится в районе Западной Сибири, предполагалось, что здесь также произошёл и первоначальный раскол.
Как европейские, так и сибирские предположения о родине подкреплены палеолингвистическими свидетельствами, хотя соответствующие семантические реконструкции не всегда достоверны. «Сибирская прародина» была подкреплена названиями двух хвойных деревьев (Abies sibirica и Pinus cembra).
В конце XX века финским лингвистом Йормой Койвулехто и его последователями также были представлены свидетельства наличия заимствований из протоиндоевропейского в протоуральский язык, но эта точка зрения была жестко раскритикована российскими исследователями (в частности, В. В. Напольских в его книге «Введение в историческую уралистику»). Поскольку прародину индоевропейской языковой семьи редко располагают восточнее Уральских гор, то подобные заимствования могли бы подтверждать Европу в качестве прародины уральской языковой семьи. Прафинноугорский язык, по-видимому, развивался в контакте с праиндоиранским (или близким к нему) языком, и позднее — с другим языком из исчезнувшей ветви индоиранской семьи, названным Е. А. Хелимским «андроновским арийским языком». В то же время протоуральский язык, или еще более старый пре-протоуральский язык, по-видимому, был всё же родом из Азии, что доказывалось на основе его ранних контактов с юкагирскими языками и типологическим сходством с алтайской языковой семьёй.

### Теории непрерывности
Археологическая преемственность долгое время использовалась как аргумент в пользу преемственности лингвистической — начиная с уральских исследований эстонских специалистов Пауля Аристэ и Харри Муры в 1956 году. Столь же продолжительное время эта аргументация подвергалась серьезной критике: в исследованиях, связанных с уральской прародиной, вскоре был отмечен тот факт, что один и тот же аргумент, связанный с «археологической непрерывностью», мог использовался для поддержки взаимоисключающих взглядов.

## Современный взгляд
После отклонения лингвистами археологической теории непрерывности чисто лингвистические данные позволили некоторым финским исследователям поместить прародину народов уральской языковой семьи в обширный район вокруг реки Камы — или, в более общем смысле, вблизи «великого изгиба Волги» (в районе современной Самары) и самих Уральских гор. Расширение зоны, в которой говорили на протоуральских языках, датируется примерно 2000 годами до н. э. (около 4000 лет назад), тогда как более ранние стадии формирования языковой семьи происходили по меньшей мере за одно-два тысячелетия до этого. Так или иначе, это значительно позже, чем предполагалось в более ранних исследованиях, из которых следовал вывод о необходимости поместить протоуральскую прародину глубоко в Европу.
Тем не менее, Ю. Янхунен продолжает помещать прауральский язык к востоку от Урала. Аналогичной позиции придерживается и В. В. Напольских. В своей обзорной работе 2019 года по прауральскому языку А. Айкио также отмечает, что судя по радикально различающимся типологиям праиндоевропейского и прауральского языков, эти языки вряд ли могли развиться в одном ареале.

### Генетические данные
Характерной генетической особенностью уральских народов является гаплогруппа N1c-Tat, она же N1c1, (Y-DNA): 63 % финнов, 47 % саамов и 41 % эстонцев принадлежат именно к этой гаплогруппе (уцелевшие самодийские народы, в основном, имеют больше представителей N1b-P43, она же N1c2, чем N1c). Гаплогруппа N возникла в северной части Китая около 20-25 тысяч лет назад и распространилась на север Евразии — через Сибирь в Северную Европу. Кроме того, наличие редкой гаплогруппы Z (мтДНК) у саамов, финнов и народов Сибири так же может быть связано с миграцией уральских народов.